# Michiel de Ruyter
Michiel Adriaenszoon de Ruyter (24. března 1607 Vlissingen – 29. dubna 1676 Syrakusy) je považován za největšího z nizozemských admirálů a jednoho z největších námořních velitelů historie. Byl velmi zbožný a jeho muži ho bezmezně obdivovali. Přezdívali mu mnoha jmény, poslední a nejslavnější bylo Bestevaêr, což znamená děd(eček). V jeho rodném Vlissingenu v provincií Zeeland stojí jeho památník, jehož dominantou je Ruyterova socha v nadživotní velikosti, hledící na moře.

## Život
Narodil se rodičům Adriaenu Michielszoonovi a jeho ženy Alidě jako čtvrté dítě z jedenácti. Jeho otec pracoval v pivovaru jako knecht (dopravoval sudy z pivovaru do městských hospod). Jako dítě byl vyloučen ze školy pro opakovanou neposlušnost. Rodiče se rozhodli jej dát do učení k velké rejdařské a obchodní firmě bratří Lampsins.
Jako jedenáctiletý se nechal se souhlasem rodičů a rejdaře Lampsinse naverbovat na ozbrojenou obchodní loď „De Haen“, která se plavila do Brazilie a Karibiku a jejíž posádka si přivydělávala kaperstvím. Postupně se propracovával mezi pozice lodního kormidelníka a hlavního palubního důstojníka, než se ve třiceti letech stal kapitánem obchodní lodi. Ačkoli měl málo formálního vzdělání, mluvil snesitelně francouzsky a plynně anglicky. Pod velením prince Mořice Oranžského bojoval jako mušketýr v osmdesátileté válce proti Španělsku. V roce 1623 se usadil v irském Dublinu, kde se živil jako obchodní agent. V třicátých letech si Michael Andriaensz přidal ke svému jménu ještě De Ruyter, jméno své matky.
V roce 1631 se oženil s farmářskou dcerou Marií Veltersovou, která téhož roku zemřela po porodu dcery a ta také zemřela o tři týdny později. V letech 1633 až 1635 se jako navigační důstojník zúčastnil velrybářských výprav k ostrovu Jan Mayen. V roce 1636 se znovu oženil s dcerou bohatého měšťana Neeltje Engels, spolu měli čtyři děti, jedno z nich zemřelo krátce po narození a ostatní se jmenovaly Adriaen (1637), Neeltje (1639) a Aelken (1642). V roce 1637 se stal kapitánem lodi mající za úkol stíhat vlámské a španělské korzáry škodící nizozemskému obchodu, později se plavil za obchodem do Afriky a Západní Indie. Během obchodních cest do Maroka na vlastní náklady vykupoval křesťanské otroky. Roku 1676 vykoupil uherské protestantské kazatele, kteří byli císařem Leopoldem I. odsouzeni na galeje.

### Velitel loďstva
Vedl nizozemské loďstvo v prvních třech anglicko-holandských válkách, v nichž vybojoval několik nezapomenutelných bitev s anglickým loďstvem, mezi nimi i slavnou Čtyřdenní bitvu (11.–14. červen 1666). O rok později provedl něco, co už po něm nikdo další nedokázal zopakovat – proplul ústím Temže a zničil královské loděnice na řece Medway. Spolu s loděnicí v Chathamu zlikvidoval nebo zajal část anglického loďstva, přičemž jednou ze zajatých lodí byla vlajková loď Royal Navy HMS Royal Charles. De Ruyterův nájezd na Medway tak představuje jednu z nejdrtivějších a nejostudnějších porážek v celé historii Royal Navy, a to tím spíše, že při celé akci neutrpěla nizozemská flotila prakticky žádné ztráty.
Vítězství zaznamenal též 7. června 1672 v zátoce Solebay v Southwoldu během francouzsko-nizozemské války nad anglo-francouzským loďstvem admirálů Duquesna a vévody z Yorku.
Své poslední střetnutí vybojoval ve Středomoří: v bitvě u Augusty proti francouzské flotile admirála Abrahama Duquesna poblíž Sicílie byl smrtelně raněn (dělová koule mu rozdrtila levou nohu) a tomuto zranění podlehl.

## Pocty

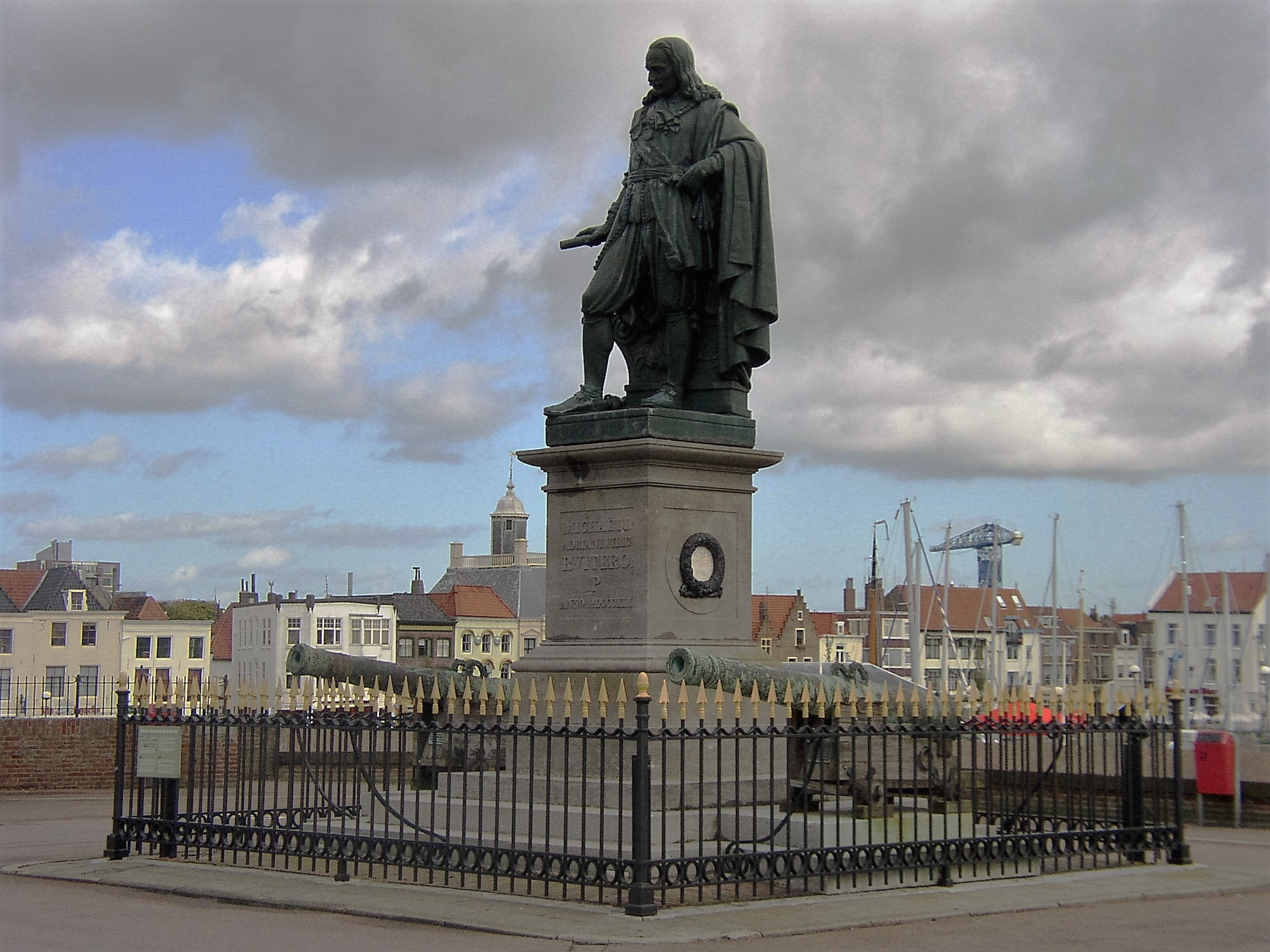
Pomník v rodném Vlissingenu.

Michiel Adriaenszoon de Ruyter je považován za jednoho z největších admirálů historie a nedotknutelnou ikonu Nizozemského královského námořnictva. Bylo po něm pojmenováno sedm nizozemských válečných lodí, mimo jiné v současné době sloužící protiletadlová fregata Zr. Ms. De Ruyter třídy De Zeven Provinciën a lehký křižník Hr. Ms. De Ruyter potopený 27. února 1942 v bitvě v Jávském moři, na jehož palubě zahynul kontradmirál Doorman. Je také brán za nizozemského národního hrdinu.
V roce 1970 byla vydána bankovka v hodnotě 100 guldenů s podobiznou admirála de Ruyter.